# Pellino
Il Pellino è un torrente che scorre nella provincia di Novara e nella provincia del Verbano-Cusio-Ossola.

## Percorso
Il torrente nasce a circa 900 m s.l.m. dai monti al confine tra la bassa Val Sesia e il bacino del Cusio; con andamento est scorre tra alcune gole di elevato interesse naturalistico, andando a sfociare nel Lago d'Orta a Pella.

## Fauna ittica
La fauna ittica risulta composta dalle sole trota fario, dalla trota iridea e dal vairone, inoltre è una riserva FIPSAS, per cui la pesca è praticabile solamente con l'omonima tessera.

## Il ponte cinquecentesco di Pella

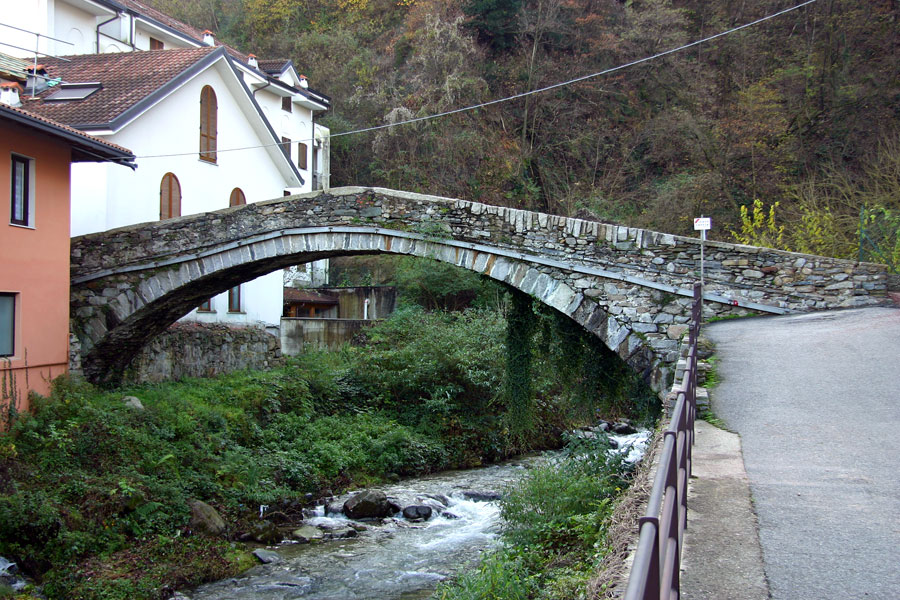
L'antico ponte di Pella sul Pellino

Poco prima della foce il Pellino viene scavalcato da un ponte risalente al V secolo. Rappresenta l'architettura più antica del comune lacustre.

## Sport
Il Pellino risulta particolarmente adatto per il kayak, specie nel tratto di Madonna del Sasso.